# La llama (Usandizaga)
La llama és una òpera en tres actes amb música de José María Usandizaga sobre un text signat per Gregorio Martínez Sierra però escrit per la seva dona, María de la O Lejárraga, estrenada el 30 de gener de 1918 al Teatre Victòria Eugènia de Sant Sebastià, després de la mort del compositor.

## Context
El llibret de l'òpera és obra de Maria de la O Lejárraga, esposa de l'escriptor Gregorio Martínez Sierra, que era qui signava els treballs de tots dosi sovint també qui els escrivia tota sola. Maria Lezárraga fou també l'autora del llibret d'una altra sarsuela d'Usandizaga, Las golondrinas, una obra que fou arranjada com a òpera pel germà del compositor, també músic, Ramon Usandizaga. Aquest germà fou també l'encarregat d'acabar La llama, després que a la mort de José Maria, ocorreguda el 5 d'octubre de 1915, l'obra quedés inacabada. L'anomenada "Sociedad Fomento de San Sebastián", propietària del Teatre Victòria Eugènia, va decidir posar en escena l'obra, contractant la companyia del músic barceloní Artur Baratta i contactant la família d'Usandizaga i la llibretista Martínez Sierra.
L'argument és senzill, un drama amb un final predicible amb quatre personatges, dues dones i dos homes, que giren al voltant de l'amor de dos d'ells, els joves Adrián i Tamar. D'una altra banda, les narracions de captivitats en entorns islàmics eren força habituals a l'època de la composició de l'obra, amb una llarga tradició en la literatura, el drama i la lírica, en aquest cas amb dos exemples ben coneguts: El rapte del serrall de Mozart i L'italiana in Algeri de Rossini. La incorporació d'elements fantàstics a l'argument, com l'Esperit de l'Aigua, l'Oracle i la Mort, no fan sinó afegir un color d'exotisme molt propi d'aquella època.
L'obra fou estrenada per la Companyia d'Òpera Italiana del músic barceloní Artur Baratta al Teatre Victòria Eugènia de Sant Sebastià en la nit del 30 de gener de 1918, repetint-se la representació els dies 1 i 3 de febrer en sessió de tarda. Va col·laborar en l'estrena l'Orfeón Donostiarra. La direcció d'escena va ser a càrrec de Llorenç Malvet. Va constituir tot un èxit, potser augmentat per tractar-se d'una obra pòstuma i d'anunciar-se com "l'esperat homenatge al malaguanyat i eminent compositor donostiarra José María Usandizaga". Per tal d'evitar una possible cancel·lació o un endarreriment en l'estrena, van estudiar els papers principals, participant en els assajos, la soprano D'Ruzzi i el tenor Salvatori.
L'obra es va presentar al Gran Teatre de Madrid el 30 de març de 1918. Al Gran Teatre del Liceu de Barcelona es va presentar el 3 de març de 1932, sota la direcció de Josep Sabater i amb el mateix director d'escena de l'estrena absoluta, Llorenç Malvet. Només un cantant va repetir paper: Josep Jordà com a Sultà. L'any 2015 va ser interpretada parcialment en versió concert amb motiu de la celebració del centenari de la mort del compositor, el 24 de març de 2015, a l'Auditori i Palau de Congressos Baluarte de Pamplona.

## Personatges
| Paper                                                                        | Tessitura    | Intèrprets (dir.: Artur Baratta) |
| ---------------------------------------------------------------------------- | ------------ | -------------------------------- |
| Tamar                                                                        | soprano      | Fidela Campiña                   |
| Aisa                                                                         | mezzosoprano | Beatriz Kosta de Marrugat        |
| Lisa                                                                         | soprano      | Dolores Alcaraz                  |
| Esperit de l'Aigua                                                           | soprano      | Dolores Alcaraz                  |
| Adrián                                                                       | tenor        | Lluís Canalda                    |
| El Sultà                                                                     | baríton      | Josep Jordà Font                 |
| L'Oracle                                                                     | baix         | Manuel Massia                    |
| La Mort                                                                      | baix         | Josep Martí                      |
| Narradora                                                                    | contralt     | Mercedes Trigueros               |
| El Carceler                                                                  | baix         | Francesc Puiggener               |
| Soldats, mercaders, cortesans, visirs, odalisques, venedors, presoners, etc. |              |                                  |

## Argument

### Pròleg de l'acte 1
Poblat àrab. Un grup d'homes, dones i nens envolten una dona, la Narradora, que els explica un conte que veu al fum d'unes brases (aquesta narració és l'argument de l'òpera). Explica que Adrián, el fill d'un rei, es troba en guerra amb els turcs. El jove aprofita les ombres de la nit per anar a visitar la seva nòvia, Tamar, que viu a la muntanya i allà l'espera. Ell, per anunciar la seva arribada, va encenent torxes al camí de la muntanya. Tot just quan arriba, els turcs enemics apareixen en el camí de la muntanya. En arribar a aquest punt de la narració, la Narradora s'inquieta, s'agita, no veu més. L'auditori impacient, li demana que continuï la seva història. La Narradora afegeix aleshores més encens al foc, de manera que el fum produït tot ho omple i tot desapareix dins el fum. Quan escampa el fum tots han desaparegut. Comencen els actes de l'òpera.

### Quadre únic de l'acte 1
Tamar espera l'arribada d'Adrián. Lisa, una noia amiga de Tamar, entra en escena amb una de les torxes del jove, qui entra amb molta preocupació perquè creui que els turcs el persegueixen. De sobte, els turcs entren i el capturen. Tamar el vol defensar i es també capturada pels turcs, que marxen amb ella de l'escena.

### Pròleg de l'acte 2
Una estreta gruta que forma l'antre de l'Oracle. Entre les roques que formen la gruta, brolla un filet d'aigua d'una deu. L'Oracle és un ancià amb un aspecte que recorda als antics druides, vestit amb una llarga túnica i portant una corona formada per branques de vesc. La meditació de l'Oracle s'interromp amb la cristal·lina veu de l'aigua. L'Esperit de l'Aigua explica al mag un secret, que serà l'assumpte del segon acte de l'òpera. L'Oracle escolta la veu de l'aigua, pren un vas, s'acosta a la font, omple el vas, i vessant l'aigua sobre una gran pedra que li serveix d'ara, conjura l'Esperit de l'Aigua. La cova aleshores s'enfosqueix i l'Esperit de l'Aigua explica el que ha passat (el jove Adrián és presoner i la seva estimada Tamar és ara una esclava) i el que ha de passar: el Sultà, enemic d'Adrián, s'ha d'enamorar de Tamar i aquest amor el farà patir. Desapareix l'Espèrit de l'Aigua, l'Oracle vessa el vas sobre la roca i l'escena s'enfosqueix totalment, donant pas al següent quadre.

### Quadre únic de l'acte 2
Una plaça a una ciutat turca, amb un basar i un mercat d'esclaves. Entre les esclaves en venda es troba Tamar. Lisa, que l'ha seguit, s'acosta a ella i intenta consolar-la. Al lluny se senten les trompetes del Sultà, qui s'acosta amb el seu seguici. Ha triomfat en la seva guerra contra Adrián i passeja el seu triomf en brillant seguici. El poble acull l'anunci de l'arribada del Sultà amb frenètiques aclamacions. Passa un grup de guerrers turcs, que obren la marxa; passen després un grup de joglars nans que canten i ballen, entre els aplaudiments de la multitud. Apareixen llavors els presoners, entre ells l'Adrián. La gent acull els presoners amb rialles i burles, aquests responen als insults amb desesperació i ànsia de venjança. Tamar, en sentir la veu dels presoners amaga el rostre entre les mans i sanglota, però Lisa l'obliga a aixecar el cap i llavors, veient l'Adrián, corre als seus braços. El mercader d'esclaves i els soldats els separen.
Adrián s'allunya amb el grup de presoners i Tamar cau a terra desesperada. El seguici torna a posar-se en marxa: per fi apareix el Sultà, i tots es tiren a terra en senyal de respecte. Tamar, en la seva desesperació, s'aixeca abans que puguin detenir-la i es llança als peus del Sultà: ha planejat enamorar-lo per a aconseguir que la porti a palau per tal de ser a prop d'Adrián. El Sultà, sorprès, s'atura: ella dansa i canta davant seu, tot fingint amor. El Sultà, afalagat, demana que portin Tamar al palau. Marxa el seguici.

### Acte 3

#### Primer quadre
Una cova amb una gran reixa tancada al fons, darrere la qual es veuen els jardins de l'harem del Sultà. Adrián, encadenat i estirat a terra, dorm amb son inquiet. En el seu somni se li apareix la Mort, que li pronostica la trista fi que el destí reserva al seu amor i a la seva vida. Quan la Mort desapareix, Adrián desperta i canta una desesperada romança. S'obre una porta del calabós i entra un nan Carceller, amb un llum, i obre els porticons de la reixa. Després surt, tancant la porta. Se senten al jardí les rialles de dones. Adrián mirar cap al jardí, pel qual ara passen unes quantes odalisques. Aquestes s'acosten a la reixa d'Adrián i rient es burlen d'ell. Després s'allunyen corrent i burlant-se, però quan totes s'han allunyat, torna Aisa, que anava amb elles, i li diu a Adrián que algú el salvarà. Quan marxa Aisa, apareixen en el fons del jardí Tamar i el Sultà. Ell es mostra enamorat i ella lleugerament esquiva, però fingint coqueteria d'amor. Adrián reconeix Tamar i es desespera creient que li traeix.
Quan marxen el Sultà i Tamar, s'obre a poc a poc la porta de la presó i apareix Aisa amb una llum a la mà. Ella li proposa l'alliberament a canvi del seu amor. Adrián, desesperat, rebutja l'amor d'aquella dona desconeguda, però veient en la seva llibertat una possibilitat de venjar-se de Tamar i del Sultà, acaba per acceptar la fugida que ella li proposa. Quan es disposen a fugir, apareix en la porta el nan Carceler. Aisa fereix amb un punyal al Carceller, que cau, i ella i Adrián fugen, mentre cau el teló.

#### Segon quadre
Jardí àrab en una terrassa sobre el mar, el mateix que es veia a través de la reixa de la presó. Tamar, embolicada en un gran vel, es queda mirant amb tristesa al mar: ha sentit el cant dels presoners i sap la seva sort. Surt Adrián disfressat amb el vestit que Aisa li va proporcionar, reconeix Tamar i s'acosta a ella amb ira. Ella li reconeix també i s'omple de felicitat al trobar-lo: ell l'acusa de traïció i la insulta, però ella li explica com tot el seu fingit amor al Sultà ha estat un artifici per acostar-s'hi i intentar salvar-lo. Canten en intens deliri d'amor. Apareix Aisa, i tot veient Adrián i Tamar comprèn que s'estimen, i s'enfurisme en veure el seu amor burlat. Les dues dones es disputen l'amor d'Adrián. Aisa es llança contra Adrián amb un punyal a la mà i el fereix. Ell cau mort i sobre ell es llança Tamar, mentre Aisa riu embogida.
Davant els crits de Tamar, apareixen en escena guerrers, dignataris, esclaus i el Sultà. Aisa li explica que ha mort Adrián perquè era, diu, el presoner que havia escapat de la presó i pretenia fugir amb l'esclava Tamar. Aquesta maleeix el Sultà, manifestant el seu amor per Adrián. El Sultà ordena matar Tamar, però ella esquiva a quins la volen prendre i es llança al mar. Aisa es llança desesperada sobre el cos d'Adrián. Cau el teló final.

## Discografia
- La llama, en directe a l'Auditori Kursaal de Sant Sebastià, Orquestra Simfònica d'Euskadi dirigida per Juan José Ocón, amb Sabina Puértolas, Mikeldi Atxalandabaso, Damián del Castillo, Maite Maruri, Miren Urbieta Vega, Elena Barbé, Fernando Latorre, Andra Mari Abesbatza i Xabier Anduaga. Deutsche Grammophon, 2015, 2CD, ASIN B0189B4KX4.